# Epirhyssa binaria
Epirhyssa binaria är en stekelart som först beskrevs av Kamath och Gupta 1972.  Epirhyssa binaria ingår i släktet Epirhyssa och familjen brokparasitsteklar. Utöver nominatformen finns också underarten E. b. bijuga.